# Paradoxostoma pulchellum
Paradoxostoma pulchellum är en kräftdjursart som beskrevs av Georg Ossian Sars 1866. Paradoxostoma pulchellum ingår i släktet Paradoxostoma och familjen Paradoxostomatidae. Arten är reproducerande i Sverige. Inga underarter finns listade i Catalogue of Life.